# Cegiełki Wawelskie
Cegiełki Wawelskie – tabliczki wykonane z szarego kamienia szydłowieckiego, umieszczone w ceglanym murze oporowym biegnącym wzdłuż drogi na Wawel od ulicy Kanoniczej do bramy Herbowej, upamiętniające akcję składania przez społeczeństwo darów pieniężnych na odnowienie Zamku Królewskiego na Wawelu w latach 1921–1936. Każda cegiełka ma wymiary 16 × 48 cm.

## Historia

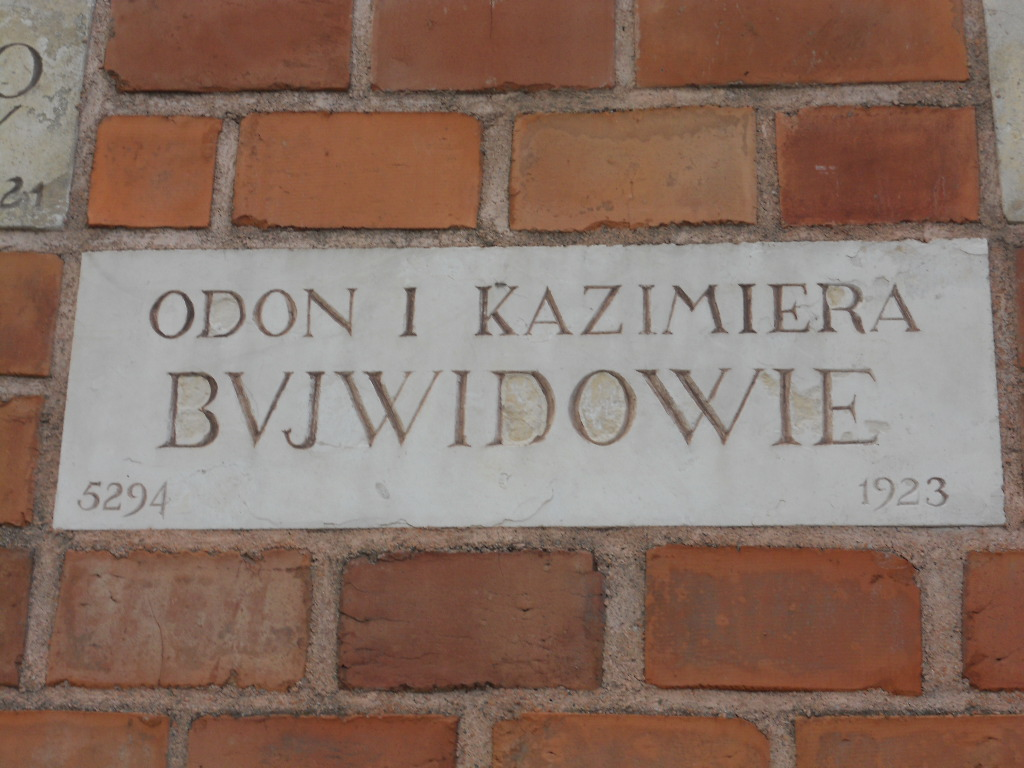
Jedna z cegiełek

Cegiełki zawierają nazwiska osób, nazwy instytucji oraz miast, które ofiarowały równowartość kosztów jednego dnia robót budowlano-konserwatorskich na Zamku Królewskim na Wawelu (początkowo 30 tys. marek polskich). Akcję zorganizował kierujący renowacją Zamku, Adolf Szyszko-Bohusz, w związku ze wstrzymaniem dotacji rządowych na remont Zamku Królewskiego na Wawelu. 
Wówczas wykupiono 6329 cegiełek, większość w latach 1921–1924, jednak jedynie część z nich (około 1800) odkuto w kamieniu i umieszczono w murze. Wkrótce jednak zaprzestano osadzania tabliczek ze względów praktycznych. Adolf Szyszko-Bohusz zamierzał w przyszłości zbudować osobny panteon cegiełkowy, aby umieścić w nim cegiełki upamiętniające wszystkie osoby i instytucje, które je wykupiły. W 1953 roku usunięto około 1000 tabliczek z muru podczas renowacji. 
Po zakończeniu kolejnej konserwacji muru przeprowadzonej w latach 1996–1998, w murze pozostało 788 cegiełek. Wszyscy ofiarodawcy zostali wymienieni w monografii F. Fuchsa, O. Łaszczyńskiej i J. Prusa pt. „Cegiełki wawelskie”, wydanej w 1972 roku.